# 沼垂城
沼垂城（ぬたりじょう）は、新潟県新潟市中央区にあった日本の城。

## 概要
1581年（天正9年）に勃発した新発田重家の乱において新発田重家が上杉家臣竹俣慶綱の領有していた新潟津を占領し、白山島に新潟城を、対岸の阿賀野川北岸に沼垂城を築城した。そこで上杉景勝は新発田攻撃の本拠地を三条城に、前線基地として木場城を築城した。
1586年（天正14年）10月（1585年11月との資料もあり）に沼垂城は新潟城とともに上杉景勝に攻められて落城、そのまま廃城となった。